# Williams FW40
Der Williams FW40 ist der Formel-1-Rennwagen von Williams für die Formel-1-Weltmeisterschaft 2017. Erste Fotos sowie ein Video des Wagens wurden am 17. Februar 2017 über den offiziellen Twitter-Account des Teams veröffentlicht, die offizielle Präsentation fand am 25. Februar 2017 in Barcelona statt.
Die Bezeichnung des Wagens setzt sich aus den Initialen des Teamgründers Frank Williams und der Zahl 40 als Anlehnung an das vierzigjährige Firmenjubiläum des Teams zusammen.

## Technik und Entwicklung
Wie alle Formel-1-Fahrzeuge des Jahres 2017 ist der FW40 ein hinterradangetriebener Monoposto mit einem Monocoque aus kohlenstofffaserverstärktem Kunststoff (CFK). Außer dem Monocoque bestehen viele weitere Teile des Fahrzeugs, darunter Karosserieteile und das Lenkrad aus CFK. Auch die Bremsscheiben sind aus einem mit Kohlenstofffasern verstärkten Verbundwerkstoff.
Der FW40 ist das Nachfolgemodell des FW38. Da sich das technische Reglement zur Saison 2017 stark änderte, ist das Fahrzeug größtenteils neu entwickelt. Um hierfür Ressourcen zur Verfügung zu haben, wurde die Weiterentwicklung des Vorgängermodells frühzeitig eingestellt.
Mit einer Gesamtbreite von 2000 mm und einer Breite zwischen Vorder- und Hinterachse von 1600 mm ist das Fahrzeug jeweils 200 mm breiter als das Vorgängermodell. Die Höhe ist mit 950 mm unverändert. Komplett neu sind Frontflügel, der statt 1650 mm nun 1800 mm breit ist, Heckflügel, dessen Breite sich von 750 mm auf 950 mm und dessen Höhe sich von 950 mm auf 800 mm ändert und der Diffusor, der nun eine Gesamthöhe von 175 mm statt 125 mm sowie eine um 50 mm erhöhte Breite von 1050 mm hat. Das Fahrzeug hat mit 3554 mm den kürzesten Radstand aller Formel-1-Wagen der Saison 2017. Um die Luftführung zum Heckflügel zu verbessern, hat der Wagen eine auffällige Finne an der Motorabdeckung. Zusätzlich ist am Ende dieser Finne ein Flügel angebracht.
Angetrieben wird der FW40 vom Mercedes-AMG F1 M08 EQ Power+, einem in Fahrzeugmitte eingebauten 1,6-Liter-V6-Motor von Mercedes mit einem Turbolader sowie einem 120 kW starken Elektromotor, es ist also ein Hybridelektrokraftfahrzeug. Das von Williams selbst entwickelte sequentielle Getriebe des Wagens hat acht Gänge. Der Gangwechsel wird über Schaltwippen am Lenkrad ausgelöst. Das Fahrzeug hat nur zwei Pedale, ein Gaspedal (rechts) und ein Bremspedal (links). Genau wie viele andere Funktionen wird die Kupplung, die nur beim Anfahren aus dem Stand verwendet wird, über einen Hebel am Lenkrad bedient.
Anders als das Vorgängermodell, ist der FW40 mit 305 mm breiten Vorderreifen und mit 405 mm breiten Hinterreifen des Einheitslieferanten Pirelli ausgestattet, die auf 13-Zoll-Rädern montiert sind. Damit sind die Reifen an der Vorderachse 60 mm und an der Hinterachse 80 mm breiter als in der Vorsaison. Dies erforderte auch die Entwicklung von neuen Radaufhängungen beim FW40. Die Bremsscheiben bestehen aus mit Kohlenstofffasern verstärkter Siliziumkarbidkeramik.
Der FW40 hat, wie alle Formel-1-Fahrzeuge seit 2011, ein Drag Reduction System (DRS), das durch Flachstellen eines Teils des Heckflügels den Luftwiderstand des Fahrzeugs auf den Geraden verringert, wenn es eingesetzt werden darf. Auch das DRS wird mit einem Schalter am Lenkrad des Wagens aktiviert.

## Lackierung und Sponsoring
Der FW40 ist, wie sein Vorgängermodell, überwiegend in Weiß lackiert, dazu gibt es in Anlehnung an das Logo des Hauptsponsors Martini Streifen in verschiedenen Blautönen mit einem etwas breiteren roten Mittelstreifen, die von der Frontflügelbefestigung bis zur Motorabdeckung verlaufen. Auch auf dem Heckflügel ist das Martini-Logo angebracht, ansonsten sind Front- und Heckflügel schwarz lackiert.
Auf Frontflügel, den Seitenkästen und der Vorderradaufhängung wirbt der Unilever-Konzern für seine Marke Rexona, außerdem sind Sponsorenaufkleber von Avanade, Hackett London, Joseph Cyril Bamford, Oris, Pirelli und Randstad auf dem Fahrzeug zu finden.

## Fahrer
Williams tritt in der Saison 2017 erneut mit Felipe Massa an, der ursprünglich zum Ende der Vorsaison sein Karriereende in der Formel-1-Weltmeisterschaft angekündigt hatte. Nachdem Valtteri Bottas jedoch das Team verlassen und seinen Wechsel zu Mercedes bekanntgegeben hatte, entschied sich Massa dazu, erneut für Williams anzutreten. Sein Teamkollege ist Lance Stroll, der im Vorjahr die europäische Formel-3-Meisterschaft gewann und sein Debüt in der Formel-1-Weltmeisterschaft gibt.
Beim Großen Preis von Ungarn wurde Massa krankheitsbedingt durch Paul di Resta ersetzt.

## Ergebnisse
| Fahrer                          | Nr.                             | 1   | 2   | 3   | 4  | 5  | 6   | 7   | 8   | 9  | 10 | 11  | 12 | 13 | 14 | 15 | 16  | 17 | 18 | 19 | 20 | Punkte | Rang |
| ------------------------------- | ------------------------------- | --- | --- | --- | -- | -- | --- | --- | --- | -- | -- | --- | -- | -- | -- | -- | --- | -- | -- | -- | -- | ------ | ---- |
| Formel-1-Weltmeisterschaft 2017 | Formel-1-Weltmeisterschaft 2017 |     |     |     |    |    |     |     |     |    |    |     |    |    |    |    |     |    |    |    |    | 83     | 5.   |
| P. di Resta                     | 40                              |     |     |     |    |    |     |     |     |    |    | DNF |    |    |    |    |     |    |    |    |    | 83     | 5.   |
| F. Massa                        | 19                              | 6   | 14  | 6   | 9  | 13 | 9   | DNF | DNF | 9  | 10 | PO  | 8  | 8  | 11 | 9  | 10  | 9  | 11 | 7  | 10 | 83     | 5.   |
| L. Stroll                       | 18                              | DNF | DNF | DNF | 11 | 16 | 14* | 9   | 3   | 10 | 16 | 14  | 11 | 7  | 8  | 8  | DNF | 11 | 6  | 16 | 18 | 83     | 5.   |

| Legende  | Legende            | Legende                                                          |
| Farbe    | Abkürzung          | Bedeutung                                                        |
| -------- | ------------------ | ---------------------------------------------------------------- |
| Gold     | –                  | Sieg                                                             |
| Silber   | –                  | 2. Platz                                                         |
| Bronze   | –                  | 3. Platz                                                         |
| Grün     | –                  | Platzierung in den Punkten                                       |
| Blau     | –                  | Klassifiziert außerhalb der Punkteränge                          |
| Violett  | DNF                | Rennen nicht beendet (did not finish)                            |
| Violett  | NC                 | nicht klassifiziert (not classified)                             |
| Rot      | DNQ                | nicht qualifiziert (did not qualify)                             |
| Rot      | DNPQ               | in Vorqualifikation gescheitert (did not pre-qualify)            |
| Schwarz  | DSQ                | disqualifiziert (disqualified)                                   |
| Weiß     | DNS                | nicht am Start (did not start)                                   |
| Weiß     | WD                 | zurückgezogen (withdrawn)                                        |
| Hellblau | PO                 | nur am Training teilgenommen (practiced only)                    |
| Hellblau | TD                 | Freitags-Testfahrer (test driver)                                |
| ohne     | DNP                | nicht am Training teilgenommen (did not practice)                |
| ohne     | INJ                | verletzt oder krank (injured)                                    |
| ohne     | EX                 | ausgeschlossen (excluded)                                        |
| ohne     | DNA                | nicht erschienen (did not arrive)                                |
| ohne     | C                  | Rennen abgesagt (cancelled)                                      |
| ohne     | keine WM-Teilnahme |                                                                  |
| sonstige | P/fett             | Pole-Position                                                    |
| sonstige | 1/2/3/4/5/6/7/8    | Punktplatzierung im Sprint-/Qualifikationsrennen                 |
| sonstige | SR/kursiv          | Schnellste Rennrunde                                             |
| sonstige | *                  | nicht im Ziel, aufgrund der zurückgelegten Distanz aber gewertet |
| sonstige | ()                 | Streichresultate                                                 |
| sonstige | unterstrichen      | Führender in der Gesamtwertung                                   |